# Team Fakta
El Team Fakta va ser un equip ciclista danès professional en ruta, que va competir de 1999 a 2003.

## Corredor millor classificat en les Grans Voltes
| Any  | Giro d'Itàlia         | Tour de França | Volta a Espanya |
| ---- | --------------------- | -------------- | --------------- |
| 1999 | -                     | -              | -               |
| 2000 | -                     | -              | -               |
| 2001 | -                     | -              | -               |
| 2002 | -                     | -              | -               |
| 2003 | 23.º Scott Sunderland | -              | -               |

## Principals resultats
- Circuit des Mines: Nicki Sørensen (2000)
- Fyen Rundt: Morten Sonne (2000), Jacob Moe Rasmussen (2002, 2003)
- Gran Premi de Fourmies: Scott Sunderland (2001)
- Gran Premi Pino Cerami: Scott Sunderland (2001)
- Volta a Luxemburg: Jørgen Bo Petersen (2001), Marcus Ljungqvist (2002)
- Volta a Saxònia: Jørgen Bo Petersen (2001)
- Volta a Suècia: Kurt Asle Arvesen (2002)
- Le Samyn: Magnus Bäckstedt (2002)
- París-Bourges: Allan Johansen (2002)
- París-Camembert: Marcus Ljungqvist (2002)
- Ruta Adélie de Vitré: Marcus Ljungqvist (2002)
- Gran Premi SATS: Frank Høj (2003)

### A les grans voltes
- Giro d'Itàlia
  - 1 participacions (2003)
  - 1 victòries d'etapa:
    - 1 al 2003: Kurt Asle Arvesen

  - 0 classificació finals:
  - 1 classificacions secundàries:
    - Classificació de l'intergiro: Magnus Bäckstedt (2003)

- Tour de França
  - 0 participacions

- Volta a Espanya
  - 0 participacions

### Campionats nacionals
- Campionat de Noruega en ruta: 2002 (Kurt Asle Arvesen), 2003 (Gabriel Rasch)
- Campionat de Suècia en ruta: 2001 (Marcus Ljungqvist)
- Campionat de Suècia en contrarellotge: 2003 (Magnus Bäckstedt)

## Classificacions UCI
Fins al 1998 els equips ciclistes es trobaven classificats dins l'UCI en una única categoria. El 1999 la classificació UCI per equips es dividí entre GSI, GSII i GSIII. D'acord amb aquesta classificació els Grups Esportius I són la primera categoria dels equips ciclistes professionals. La següent classificació estableix la posició de l'equip en finalitzar la temporada.
| Temporada | Classificació per equips | Millor ciclista en la classificació individual |
| --------- | ------------------------ | ---------------------------------------------- |
| 1999      | 11è (GSIII)              | Lennie Kristensen (898è)                       |
| 2000      | 17è (GSII)               | Nicki Sørensen (162è)                          |
| 2001      | 9è (GSII)                | Scott Sunderland (66è)                         |
| 2002      | 1r (GSII)                | Kurt Asle Arvesen (37è)                        |
| 2003      | 26è                      | Frank Høj (102è)                               |